# 稚内市立稚内南小学校
稚内市立稚内南小学校（わっかないしりつわっかないみなみしょうがっこう）は、北海道稚内市緑1丁目にある小学校。同市緑・こまどり・大黒1 - 4・末広1 - 2・西浜・抜海地区を校区とする。2007年3月に稚内市立抜海小中学校と統合し、現在に至る。
南地区の発展に伴い徐々に児童数が増加したが、現在は東地区に人口が移り減少している。2009年度までは、稚内市内で児童数は最大であったが、現在は、稚内市立潮見が丘小学校に追い抜かれている。

## 概要
- 学級数 - 18
- 児童数 - 375（2023年現在）
- 本務教員数 - 25
- 本務職員数 - 4
- 校長 - 三野宮 誠一
- 学校給食 - あり

## 交通
- 北海道旅客鉄道宗谷本線 南稚内駅から徒歩10分